# Маскаренський удав Шлегеля
Маскаренський удав Шлегеля (Casarea dussumieri) — єдиний представник роду неотруйних змій Маскаренський удав родини болиєріди. Інша назва «раундський кілеватий удав».

## Опис
Загальна довжина досягає 1 м. Голова сплощена, морда витягнута. Очі округлі. Тулуб тонкий, довгий. Є обидві легені — ліве дуже маленьке. Наділений короноідною кісткою у нижній щелепі. Повністю відсутні рудименти тазу та задніх кінцівок, верхньощелепна кістка розділена на дві частини — передню і задню, які рухомо пов'язані між собою. Тулуб вкрито невеликою кілеватою лускою.
Дорослі особини темно-сірі з палевими боками, молоді — коричневі або оливкові, черевна сторона світліша.

## Спосіб життя
Полюбляє скелясті ділянки серед листяної підстилки та ущелини. Активний вночі, вдень ховається в укриттях. Харчується геконами та сцинками.
Це яйцекладна змія. Парування починається у квітні. Самиця відкладає у лісову підстилку або порожнисті стовбури дерев від 3 до 12 м'яких яєць. молоді удави з'являються через 90 днів. Новонароджені яскраво-помаранчеві й важать близько 5 г.

## Розповсюдження
Цей вид надзвичайно рідкісний і його можна побачити тільки на острові Раунд (біля о. Маврикій, Індійський океан) та у Джерсійському національному природоохоронному заповіднику, де його розводять у неволі.